# Carte de fidélité
 (octobre 2019).
Si vous disposez d'ouvrages ou d'articles de référence ou si vous connaissez des sites web de qualité traitant du thème abordé ici, merci de compléter l'article en donnant les références utiles à sa vérifiabilité et en les liant à la section « Notes et références ».

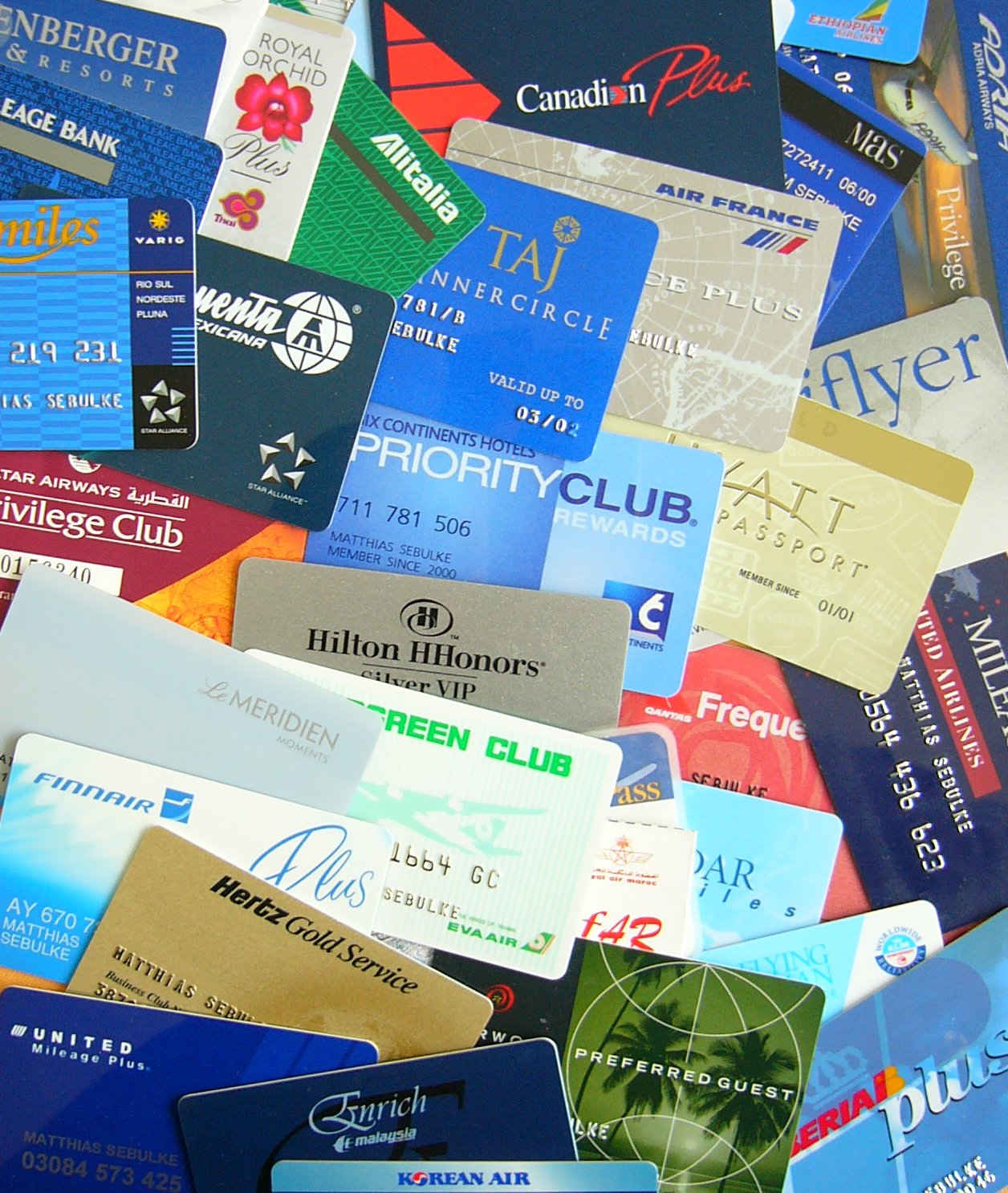
De nombreuses cartes de fidélité.

Une carte de fidélité (souvent nommée carte du magasin) est un outil marketing permettant de fidéliser un client. 
Matérialisée sous forme de carte nominative, elle permet d'identifier les clients les plus fidèles et de leur attribuer des avantages sous forme de services, cadeaux ou de remises.

## Histoire
En France, la première carte de fidélité a été lancé par la Fnac en 1954. À la fin des années 1960, ce sont les grands magasins et les entreprises pétrolières qui la démocratisent ; puis la grande distribution l'adopte dès les années 1980.

## Typologie
Les cartes de fidélité peuvent être de types très variés. On peut les classer suivant différents critères :

### Coût initial
Les cartes sont délivrées :
- soit gratuitement ;
- soit contre une certaine somme ;
- soit contre un certain montant de dépense minimale.

### Critère des données personnelles
Les cartes ne sont pas toutes nominatives. Elles peuvent être matérialisées par un simple carton non personnalisé et tamponné à chaque achat, un produit ou service étant alors offert après un certain nombre d'achats. La plupart des cartes sont cependant nominatives, ce qui permet d'associer les informations recueillies à un fichier clients. Les cartes à tampon, aujourd'hui archaïques, ont surtout été utilisées avant le développement de la micro-informatique, mais restent néanmoins présent dans les petits commerces de proximité. Elles ne permettent pas de réaliser de statistiques sur le comportement des consommateurs.

### Prise en compte de la consommation
Les achats sont pris en compte de diverses façons, selon :
- l'équivalence entre les euros dépensés et le nombre de points ajoutés à la carte : ce peut être un point par euro ou un point pour une somme supérieure.
- l'éventuelle valorisation des montants d'achat les plus élevés : un panier d'un total important est plus récompensé que plusieurs représentant la même dépense.
- la considération de clients ou de jours particuliers : famille nombreuse, journées de solde, opérations marketing.

### Conversion des points
Dans le cas de récompense pécuniaire, outre la correspondance euros/points, les cumuls à partir desquels les récompenses sont délivrées varient selon les enseignes et la forme qu'elles lui donnent : notamment bon de réduction ou bon d'achat et cadeaux. Selon une étude portant sur une cinquantaine d'enseignes de l'ouest de la France, le taux de récompense moyen est d'environ 0,3 % des dépenses.

### Récompense de la fidélité
La carte de fidélité peut comprendre des avantages indépendant de la fidélité effective, par exemple, l'accès prioritaire aux caisses, l'archivage des bons de garantie, une assurance maison sur divers produits, une assistance. La récompense marchande peut être un cadeau (produit ou service offert) ou un avantage pécuniaire (bon d'achat, réduction, remboursement…). Une étude annuelle est réalisée à ce sujet par le Laboratoire de Recherche de l'IAE (école universitaire de management) de Bordeaux. Le Baromètre de la fidélité présente chaque année les attentes des consommateurs en matière de récompense attendue en association avec un programme de fidélité. La présentation de ce baromètre a permis en 2012 de présenter une typologie des utilisateurs de cartes de fidélité. Elle a également montré que, selon leur âge, les clients avaient des attentes très différentes à l'égard des cartes dématérialisées.

### Services associés
De plus en plus de cartes de fidélité intègrent une fonction de paiement. Cette fonction de paiement est le plus souvent limitée à un nombre restreint de commerçants faisant partie d'un réseau. Un certain nombre de cartes offrent également une fonction de crédit. Les cartes de fidélité associées aux fonctions de crédit présentent des risques de surendettement.

## Utilisation
Quel que soit le secteur d'utilisation de la carte de fidélité, le panier moyen augmente de 39 %. 85 % du chiffre d'affaires des enseignes alimentaires est réalisé grâce à cette carte. 75 % des détenteurs sont prêts à retourner dans l'enseigne.
Selon un sondage réalisé en 2006, les Françaises ont 3,7 cartes de fidélité dans leur portefeuille. Selon l'Observatoire de la fidélité, le nombre de carte de fidélité par personne varie entre 3 et 10. La quasi-totalité des ménages ont en leur possession une carte de fidélité et le nombre de carte de fidélité de grande surface alimentaire par personne est de 2.

## Carte de fidélité dématérialisée
En 2010, un nouveau type de carte de fidélité est apparu, les cartes de fidélités stockées sur les appareils mobiles.
Plusieurs applications se sont créées par des sociétés proposant des développements sur téléphones mobiles.
Ces porte-feuilles numériques pour cartes de fidélité posent la question de la propriété des données. En outre ces solutions ne permettent pas au commerçant de disposer de statistiques et de préserver la confidentialité de ses clients.
Les applications natives des systèmes téléphoniques (Wallet sur IOS ou GPay sur Android) permettent de dématérialiser une carte de fidélité ou un coupon en s'affranchissant d'applications tierces qui captent les données.
De nombreux programmes de fidélité intègrent aujourd'hui la mobilité comme l'un des canaux de communication avec leurs clients.
Il existe également des systèmes hybrides qui consistent à installer une borne tactile en magasin permettant de dématérialiser la fidélisation au travers du smartphone, du pass de transport (carte Navigo par exemple), du numéro de téléphone ou de l'e-mail. Ces bornes permettent aux commerçants de profiter de l'avantage de la dématérialisation tout en continuant à bénéficier de statistiques et de la connaissance du client.
La technologie (NFC Near Field Communication) Communication en champ proche commence également à se développer en tant que support d'identification des clients. L'arrivée de téléphones portables NFC et des nouveaux usages de ces supports accélérera cette tendance.
Les commerçants ont également la possibilité de gérer l'intégralité de leur programme de fidélisation à partir d'un simple navigateur.

## Carte de fidélité et marketing direct
La mise en place de programmes de fidélité par cartes reste avant tout l'occasion pour un commerçant ou une enseigne de se constituer une base de données client permettant une connaissance détaillée du comportement de ces clients. Les achats effectués par les clients permettent de réaliser une segmentation fine et de proposer aux clients des opérations de marketing direct personnalisées.
On[Qui ?] distingue fréquemment des programmes de fidélité « transactionnels » et « relationnels » selon la nature des avantages proposés.

## Règlementation

### Règlementations françaises
Suivant ces différents types, la carte de fidélité devra respecter en France une réglementation complexe : respect de la Loi informatique et libertés en ce qui concerne les données personnelles, respect de la réglementation bancaire pour les fonctions de paiement et de crédit, et en toutes hypothèses respect de la réglementation commerciale encadrant les récompenses.
Le recueil, d'informations sur l'identité du consommateur et ses attributs (adresse e-mail, téléphone portable) doivent être recueillis conformément à la législation en vigueur (OPT-IN). Le RGPD (Règlement Général sur la protection des données) entré en vigueur en Europe le 25 mai 2018, impose davantage de transparence dans le recueil et le traitement des données des consommateurs. Le prestataire gestionnaire d'un programme de fidélité doit être en mesure d'appliquer la règlementation en vigueur.

## Dans la culture
La bande dessinée de Fabcaro Zaï zaï zaï zaï brocarde la société de consommation en décrivant le road movie du héros traqué pour avoir oublié sa « carte du magasin ». Le titre de la BD est la ritournelle du refrain de la chanson de Joe Dassin Siffler sur la colline, diffusée en boucle sur les ondes notamment de France Inter lors des grèves de mai 68, à contre-courant des enjeux de l'époque et adaptation française d'Uno tranquillo, chanson italienne de Riccardo Del Turco.